# Ardisia comosa
Ardisia comosa là một loài thực vật có hoa trong họ Anh thảo. Loài này được (de Wit) Taton mô tả khoa học đầu tiên năm 1979.